# Storå (Thy)
 For alternative betydninger, se Storå (flertydig). (Se også artikler, som begynder med Storå)
Storå er et vandløb i Thisted Kommune i Thy. Åen kaldes også Bromølle Å. Den udspringer ved Ræhr syd for Hanstholm og løber generelt i sydøstlig retning indtil den udmunder i Limfjorden gennem Lønnerup Fjord. Åen er ca. 11 km lang og løber i et fladt terræn gennem overvejende landsbrugjord. Det er en chalk stream (en) hvilket vil sige at den får tilført grundvand gennem kalksprækker i undergrunden. Det giver stabil temperatur og vandføring. Middelvandføringen er således 1750 l/s, hvilket er højt for så kort en å. Kalken kan ses flere steder på åbunden.
Det er muligt at fiske havørred i Storå, men adgangsforholdene for lystfiskere er vanskelige på grund af høj vegetation på bredden og stejle åbrinker.
Storå blev reguleret og udrettet i 1940'erne. Thisted Kommune startede i 2024 et projekt til at restaurere en strækning på 6 km fra Troldborgvej syd for Thisted Lufthavn (57°03′31″N 8°42′22″Ø / 57.05858°N 8.70604°Ø) til Kåstrup Bro (57°01′55″N 8°44′05″Ø / 57.0320°N 8.7346°Ø).